# Sergio Marchionne
Sergio Marchionne, född 17 juni 1952 i Chieti i Abruzzo, död 25 juli 2018 i Zürich i Schweiz, var en italiensk-kanadensisk företagsledare. Han var VD för Fiat Chrysler Automobiles, ordförande i CNH Industrial samt VD för Ferrari.